# Guze Galea
Guzè Galea (n. 1901 – d. 1978) a fost un scriitor maltez.

## Opera
- Żmien L-Ispanjoli
- San Ġwann
- Raġel bil-għaqal